# Izumo no Okuni
En aquest nom japonès, el cognom és Izumo.
Okuni (出雲の阿国, Izumo no Okuni) (1572? - 1611?) va ser la creadora del teatre kabuki. Es creia que era una miko del Gran Santuari d'Izumo que va començar a interpretar aquest nou estil de dansa, cant i actuació a les lleres seques de Kyoto.

## Història

### Primers anys
Okuni va créixer a prop del santuari Izumo, on el seu pare hi treballava de ferrer, i on servien altres membres de la família. Finalment Okuni s'hi va afegir com a miko, i es va fer un nom per la seva capacitat com a ballarina i actriu, i per la seva bellesa. Com que llavors era costum enviar sacerdots, miko i altres per sol·licitar contribucions per al santuari, la van enviar a Kyoto perquè interpretés danses i cançons sagrades.
Va ser durant les seves actuacions a Kyoto que també va ser reconeguda per les seves actuacions nembutsu odori (o dansa nembutsu) en honor del Buda Amitabha. Tot i que aquesta dansa té els seus orígens en Kūya, un predicador del Budisme de la Terra Pura del segle x, en l'època d'Okuni ja era una dansa folklòrica força laica, i la seva adaptació particular començava a ser coneguda per la seva alta temperatura i les seves insinuacions sexuals. Altres temes populars de les actuacions d'Okuni eren els esquetxos còmics sobre trobades d'amants en diferents establiments públics i de trobades entre homes i prostitutes. Entre aquestes i altres danses i actuacions, cridava molt l'atenció i va començar a atreure grans multituds allà on fos que actués. Finalment se li va manar tornar al santuari, crida que ella va ignorar, toti i que va seguir enviant-los diners.

### Fundació del kabuki
Cap al 1603, Okuni va començar a actuar en la llera seca del Shijōgawara (Llera seca del quart carrer) del riu Kamo i al santuari Kitano. Recollint les dones marginades i inadaptades de la regió, especialment les involucrades en la prostitució, Okuni els va donar direcció, ensenyant-les a actuar, ballar i cantar a fi de formar la seva companyia. Hi ha diferents teories sobre l'etimologia de la paraula kabuki. Una diu que ve d'aquells que, vestits de manera estranya i caminant amb aire arrogant pel carrer, havien rebut el sobrenom de kabukimono (de kabuku "inclinar-se en una determinada direcció", i mono, "gent"). Un altre possible origen és katamuki, que vol dir "esbiaixat" o "fortament inclinat". En qualsevol dels dos casos, la gent anomenava kabuki a les actuacions de la companyia d'Okuni degut a la seva excentricitat i el seu atreviment social. Les primeres representacions kabuki constaven de danses i cançons sense un argument massa concret, sovint menyspreades com a cridaneres i cacofòniques, però alhora lloades com a plenes de color i delicioses.
Com s'ha dit més amunt, la companyia d'Okuni era exclusivament femenina. Per tant, exigia que les seves actrius interpretessin igualment papers masculins com femenins. En concret, la mateixa Okuni era sobretot coneguda pels seus papers com a samurai i com a capellà cristià. A mesura que la seva companyia guanyava fama, va ser emulada per moltes altres, especialment bordells, que oferien espectacles d'aquesta mena per a entretenir als clients adinerats, així com per a aconseguir prostitutes que tinguessin habilitats d'actuació i cant comercialitzables. Aquest nou estil de companyies exclusivament femenines va esdevenir conegut també amb els noms deshibai, onnakabuki (d'onna, la paraula japonesa per a "dona" o "noia") i Okuni kabuki.

### Últims anys

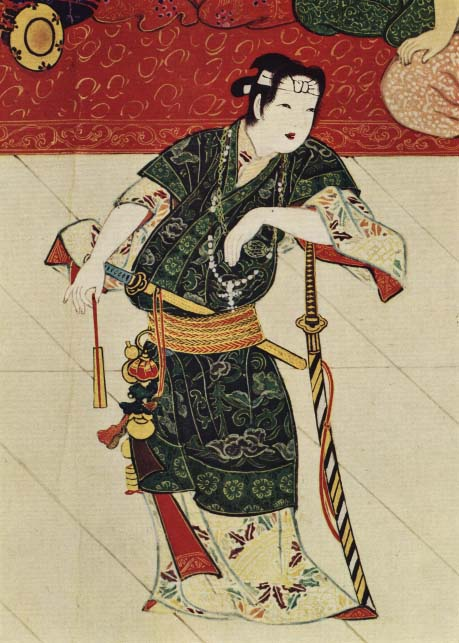
Okuni duent una katana i una creu cristiana.

Finalment, amb l'ajuda d'Ujisato Sanzaburo, que va ajudar a Okuni financerament i artísticament, el kabuki va evolucionar cap a un estil més teatral. A un nivell més personal, també es va dir que Sanzaburo va ser l'amant d'Okuni, tot i que no es van casar. Després de la seva mort, ella va continuar sense ell, seguint barrejant el teatre amb la música i la dansa. FInalment, la seva fama i la de la seva companyia kabuki es va escampar per tot el Japó.
Okuni es va retirar cap al 1610, i després va desaparèixer. El 1629, degut a la protesta popular de moralitat, els que estaven sota el shogun Tokugawa Ieyasu van prohibir que les dones actuessin en el kabuki. Ràpidament van ser substituïdes per joves actors/"actrius" masculins, tot i que ràpidament van ser prohibits també degut a algunes de les mateixes qüestions de prostitució i corrupcció de la moralitat, limitant les representacions a les d'homes madurs, que és la pràctica permanent als teatres oficials encara avui.
Hi ha diferents teories pel que fa a l'any de la mort d'Okuni: uns diuen que el 1613, i altres el 1640 o 1658.
El novembre del 2002 es va erigir una estàtua en el seu honor i per commemorar els 400 anys del kabuki. Està situada al carrer Kawabata, al nord del Shijō Ōhashi, a prop de la riba del Kamo a Kyoto.

## Impacte cultural
A més de crear el kabuki, Okuni va contribuir al teatre japonès en general. Es diu que va introduir el precursor del hanamichi (camí de les flors), una passarel·la que atravessa el teatre des del darrere fins a l'escenari pel mig del públic. Això s'ha incorporat a diferents arts teatrals japoneses més enllà del kabuki.

## vegeu també
- Kabuki